# Jan Busuttil
Jan Busuttil (6 marzo 1999) è un calciatore maltese, centrocampista del Birkirkara.

## Carriera

### Club
Ha giocato nella massima serie maltese.

### Nazionale
Nel 2020 ha esordito in nazionale. Il 5 giugno 2022 ha segnato il primo gol in nazionale contro San Marino, nel match valido per la UEFA Nations League 2022-2023 - Lega D.

## Statistiche

### Cronologia presenze e reti in nazionale
| Cronologia completa delle presenze e delle reti in nazionale ― Malta | Cronologia completa delle presenze e delle reti in nazionale ― Malta | Cronologia completa delle presenze e delle reti in nazionale ― Malta | Cronologia completa delle presenze e delle reti in nazionale ― Malta | Cronologia completa delle presenze e delle reti in nazionale ― Malta | Cronologia completa delle presenze e delle reti in nazionale ― Malta | Cronologia completa delle presenze e delle reti in nazionale ― Malta | Cronologia completa delle presenze e delle reti in nazionale ― Malta |
| Data                                                                 | Città                                                                | In casa                                                              | Risultato                                                            | Ospiti                                                               | Competizione                                                         | Reti                                                                 | Note                                                                 |
| -------------------------------------------------------------------- | -------------------------------------------------------------------- | -------------------------------------------------------------------- | -------------------------------------------------------------------- | -------------------------------------------------------------------- | -------------------------------------------------------------------- | -------------------------------------------------------------------- | -------------------------------------------------------------------- |
| 11-11-2020                                                           | Ta' Qali                                                             | Malta                                                                | 3 – 0                                                                | Liechtenstein                                                        | Amichevole                                                           | -                                                                    | 77’                                                                  |
| 1-6-2022                                                             | Ta' Qali                                                             | Malta                                                                | 0 – 1                                                                | Venezuela                                                            | Amichevole                                                           | -                                                                    | 77’                                                                  |
| 5-6-2022                                                             | Serravalle                                                           | San Marino                                                           | 0 – 2                                                                | Malta                                                                | UEFA Nations League 2022-2023 - 1º turno                             | 1                                                                    | 46’                                                                  |
| 27-9-2022                                                            | Ta' Qali                                                             | Malta                                                                | 2 – 1                                                                | Israele                                                              | Amichevole                                                           | -                                                                    | 46’                                                                  |
| Totale                                                               |                                                                      | Presenze                                                             | 4                                                                    |                                                                      | Reti                                                                 | 1                                                                    |                                                                      |